# Quartier Saint-Merri

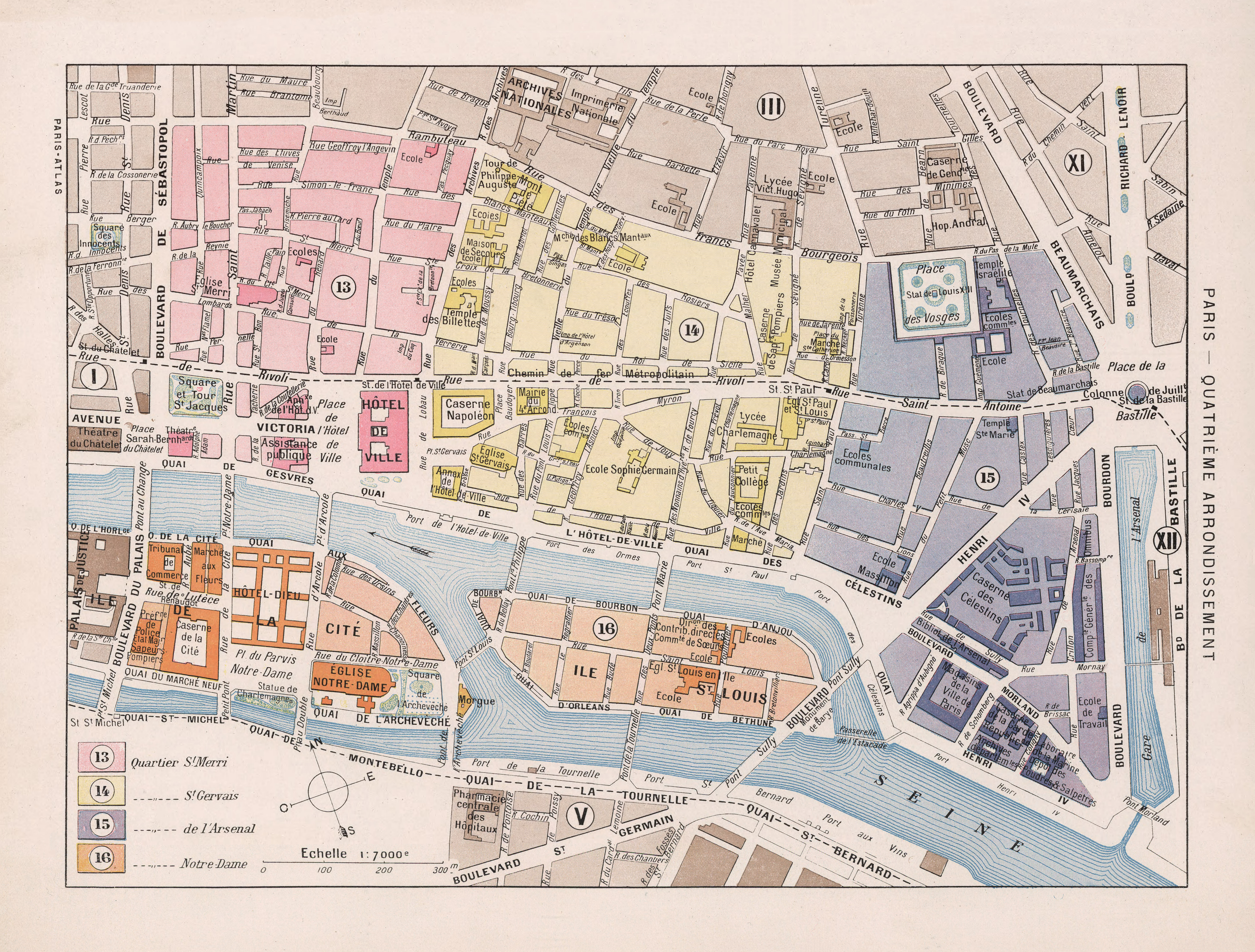
Stará mapa Paříže z Paris-atlas Fernanda Bournona, Libraire Larousse, 1900.

Quartier Saint-Merri (čtvrť Svatý Merri) je 13. administrativní čtvrť v Paříži, která je součástí 4. městského obvodu. Má rozlohu 31,3 ha a je vymezena řekou Seinou na jihu, Boulevardem Sébastopol na západě, ulicí Rue Rambuteau na severu a ulicemi Rue des Archives a Rue de Lobau na východě.
Čtvrť byla pojmenována po kostele sv. Mederika, zasvěcenému pařížskému biskupovi ze 7. století a patronovi pravého břehu, jehož jméno ve francouzštině obvykle zkracováno na Merri nebo Merry.

## Vývoj počtu obyvatel
| Rok sčítání | Počet obyvatel | Hustota zalidnění (ob./km²) |
| ----------- | -------------- | --------------------------- |
| 1954        | 14 764         | 47 169                      |
| 1962        | 14 095         | 45 032                      |
| 1968        | 12 199         | 38 974                      |
| 1975        | 8 650          | 27 636                      |
| 1982        | 6 560          | 20 958                      |
| 1990        | 6 621          | 21 153                      |
| 1999        | 6 523          | 20 840                      |